# Яценюк, Арсений Петрович
Арсе́ний Петро́вич Яценю́к (укр. Арсеній Петрович Яценюк; род. 22 мая 1974, Черновцы) — украинский политический и государственный деятель, глава политсовета политической партии «Народный фронт».
Занимал посты министра экономики в правительстве Еханурова (2005—2006) и министра иностранных дел во втором правительстве Януковича (2007). В 2007—2008 годах был председателем Верховной рады Украины, в 2014—2016 годах — премьер-министром Украины.
В 2009—2012 годах возглавлял политическую партию «Фронт перемен». С июня по декабрь 2012 года возглавлял совет «Объединённой оппозиции», с 11 декабря 2012 по 4 марта 2014 года — руководитель фракции Всеукраинского объединения «Батькивщина» в Верховной раде, с 14 июня 2013 по 27 апреля 2014 года — председатель политического совета партии. С 10 сентября 2014 года возглавляет партию «Народный фронт».
Лауреат антипремии Академическое недостоинство в номинации «Плагиатор-2017».

## Биография
Родился 22 мая 1974 года в Черновцах в семье преподавателя истории Черновицкого университета доцента Петра Ивановича Яценюка и преподавательницы французского языка Марии Григорьевны Яценюк (ур. Бакай, род. 1943), уроженки Коломыи, родители и поныне продолжают жить в Черновцах.
В 1991 году окончил с серебряной медалью специализированную англоязычную школу № 9 имени Панаса Мирного. В том же году поступил на юридический факультет Черновицкого национального университета, который окончил по специальности «правоведение», диплом защищал на иностранном языке. В 1991 году, скинувшись с приятелем, приобрёл автомобиль марки «ВАЗ», на котором таксовал вечерами. Преподаватели и учителя характеризовали Арсения как очень способного «с феноменальной памятью». Он также окончил там военную кафедру, является капитаном запаса, воинская специальность — «артиллерист-разведчик».
В декабре 1992 года 18-летний Арсений вместе с сыном тогдашнего губернатора Черновицкой области Валентином Гнатышиным участвовал в создании в Черновцах юридической фирмы «ЮрЭк Лтд», которая занималась вопросами приватизации и возглавлял её до 1997 года.
Одновременно Арсений учится на юридическом факультете Черновицкого национального университета им. Юрия Федьковича, который заканчивает в 1996 году (специальность — юриспруденция).
С января 1998 года переехал в Киев, где стал консультантом кредитного департамента Акционерного почтово-пенсионного банка «Райффайзен банк Аваль».
В декабре 1998 года занял должность советника председателя правления банка «Аваль». Свой последний месяц работы в «Авале» Арсений Яценюк провёл в качестве заместителя председателя правления банка, после чего был приглашён председателем Совета министров Крыма Валерием Горбатовым на должность министра экономики.
В 2001 году 27-летний Яценюк окончил Черновицкий торгово-экономический институт — филиал Киевского национального торгово-экономического университета — по специальности «учёт и аудит», получив второе высшее образование.

### Министр экономики Крыма
19 сентября 2001 года началась политическая карьера Арсения Яценюка. В тот день Верховная рада Автономной Республики Крым утвердила его назначение исполняющим обязанности министра экономики Крыма в правительстве Валерия Горбатова. 21 ноября того же года решением крымского парламента Яценюк был утверждён в должности министра экономики.
29 апреля 2002 года вместе со всем правительством подал в отставку, так как приступила к работе новоизбранная Верховная рада Крыма. И хотя в тот же день исполняющим обязанности председателя совета министров вместо Валерия Горбатова стал Сергей Куницын, Яценюк сохранил свою должность. Уже 15 мая он во второй раз возглавил министерство экономики, но на этой должности пробыл меньше года, после чего перешёл на новую работу в Киеве.

### В Национальном банке Украины
В январе 2003 года председатель Национального банка Украины Сергей Тигипко назначил Яценюка своим первым заместителем.
В 2004 году Яценюк получил учёную степень кандидата экономических наук, защитив диссертацию на тему «Организация системы банковского надзора и регулирования на Украине». (10 апреля 2017 года доктор философских наук, профессор Татьяна Пархоменко в кандидатской диссертации Яценюка обнаружила 70 страниц плагиата, и это не считая 7 страниц буквального перевода с английского оригинала, приведённого с нарушением правил цитирования.)
Когда Сергей Тигипко 4 июля 2004 года возглавил избирательный штаб кандидата в президенты Украины Виктора Януковича, Яценюку поручили исполнять обязанности главы НБУ до конца предвыборной кампании. Из-за Оранжевой революции этот этап его деятельности длился до 16 декабря, пока Верховная рада Украины не приняла отставку Сергея Тигипко, назначив новым руководителем НБУ Владимира Стельмаха.
30 ноября 2004 года, исполняя обязанности главы НБУ, Яценюк издал постановление № 576/2004 о временном запрете на досрочное снятие банковских вкладов, что предотвратило возможные отрицательные последствия политического противостояния. В феврале 2005 года Яценюк подал в отставку. Евгений Червоненко в 2009 году отмечал, что Яценюк «во время революции удержал валюту и Нацбанк».

### В Одесской обладминистрации
9 марта 2005 года председатель Одесской областной государственной администрации Василий Цушко назначил Арсения Яценюка своим первым заместителем. На этой службе он пребывал до своего назначения на пост министра экономики Украины 27 сентября того же года.

### Министр экономики Украины
27 сентября 2005 года 31-летний Яценюк был назначен министром экономики в правительстве Юрия Еханурова.
25 мая 2006 года новоизбранная Верховная рада Украины 5 созыва отправила правительство в отставку, поручив ему при этом продолжать исполнять свои обязанности до избрания нового. Из-за парламентского кризиса Яценюк был вынужден работать в режиме исполнения обязанностей министра более двух месяцев, пока 4 августа не был отправлен в отставку вместе со всем кабинетом министров.
Пребывая на этой должности, Яценюк руководил переговорами по вопросам вступления Украины во Всемирную торговую организацию, возглавлял комитет «Украина — Европейский союз», являлся членом Консультативного совета по вопросам иностранных инвестиций на Украине и управляющим в Правлении Черноморского банка торговли и развития (28 декабря 2005 — 5 марта 2007).

### В Секретариате президента Украины
20 сентября 2006 года президент Украины Ющенко назначил Яценюка первым заместителем главы Секретариата президента Украины — представителем президента Украины в кабинете министров Украины.
В правительстве Яценюк представлял интересы президента в трудное для него время, так как Верховная рада Украины одного за другим уволила почти всех лояльных Виктору Ющенко министров. Кроме того, с 25 сентября 2006 года Яценюк являлся членом совета Национального банка Украины, а также членом наблюдательных советов ОАО «Государственный экспортно-импортный банк Украины» и ОАО «Государственный сберегательный банк Украины». От исполнения последних двух должностей он был освобождён 13 марта 2007 года.
21 марта 2007 года Яценюк был утверждён в должности министра иностранных дел Украины.

### Министр иностранных дел Украины

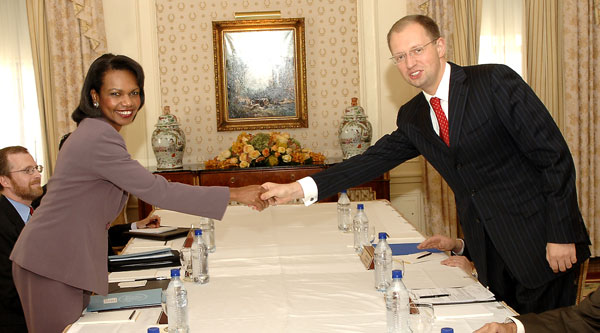
Арсений Яценюк и Кондолиза Райс, сентябрь 2007 года

21 марта 2007 года 426 голосами из 450 Верховная рада Украины утвердила Яценюка на должность министра иностранных дел. Его кандидатура была предложена президентом Ющенко после того, как парламент дважды отклонил кандидатуру Владимира Огрызко.
Став министром иностранных дел, Яценюк также вошёл в состав Совета национальной безопасности и обороны Украины.
Почти всё пребывание Яценюка на должности министра иностранных дел пришлось на время острого политического кризиса, начавшегося 2 апреля 2007 года с роспуском украинского парламента.
7 августа поддерживавший президента Ющенко партийный блок «Наша Украина — Народная самооборона» (НУ-НС) выдвинул Яценюка кандидатом в депутаты Верховной рады Украины на парламентских выборах осенью 2007 года, в предвыборном списке он занял третье место. Став депутатом, в начале декабря он был избран на пост главы Верховной рады голосами 227 депутатов. 18 декабря Верховная рада Украины отправила Яценюка в отставку с поста главы МИД.

### Председатель Верховной рады Украины
23 ноября 2007 года Яценюк принял присягу депутата Верховной рады Украины, а уже 4 декабря 2007 года по итогам тайного голосования стал восьмым председателем украинского парламента. За его кандидатуру отдали свои голоса 227 депутатов.
21 декабря 2007 года президент Украины вывел Яценюка из состава Совета национальной безопасности и обороны Украины, так как по должности глава парламента в отличие от главы МИД не должен быть членом данного органа власти. Однако в тот же день Яценюк вновь был введён в состав СНБОУ.
17 сентября 2008 года Яценюк подал в отставку в связи с распадом правящей коалиции БЮТ и НУ-НС.
11 ноября прошло тайное голосование по поводу принятия отставки Яценюка. Однако данное голосование было признано недействительным, так как в нём приняли участие лишь 109 депутатов при необходимых 226.
12 ноября Верховная рада Украины отстранила Яценюка от председательства на пленарных заседаниях на срок в два дня. После этого был изменён процесс принятия отставки главы парламента — тайное голосование было заменено открытым. Верховная рада немедленно воспользовалась новым способом и приняла отставку Яценюка 233 голосами «за». Решение об отставке поддержали 175 депутатов от фракции Партии регионов, 10 — от НУ-НС, 27 — от КПУ, 20 — от Блока Литвина и 1 — от БЮТ. Существует мнение, что депутаты от НУ-НС отказали Яценюку в поддержке по указанию Виктора Ющенко, что и привело к утрате Яценюком этого поста.
21 ноября президент Украины вывел Яценюка из состава СНБОУ.

### Лидер «Фронта перемен»

Агитационный билборд Арсения Яценюка как кандидата на пост президента Украины (2009 год)

16 декабря 2008 года Яценюк объявил о планах создания политической партии на основе общественной инициативы «Фронт перемен». В интервью газете «День» 4 февраля 2009 года он заявил, что у него нет союзников среди политиков. Яценюка называли политическим клоном президента Украины Виктора Ющенко.

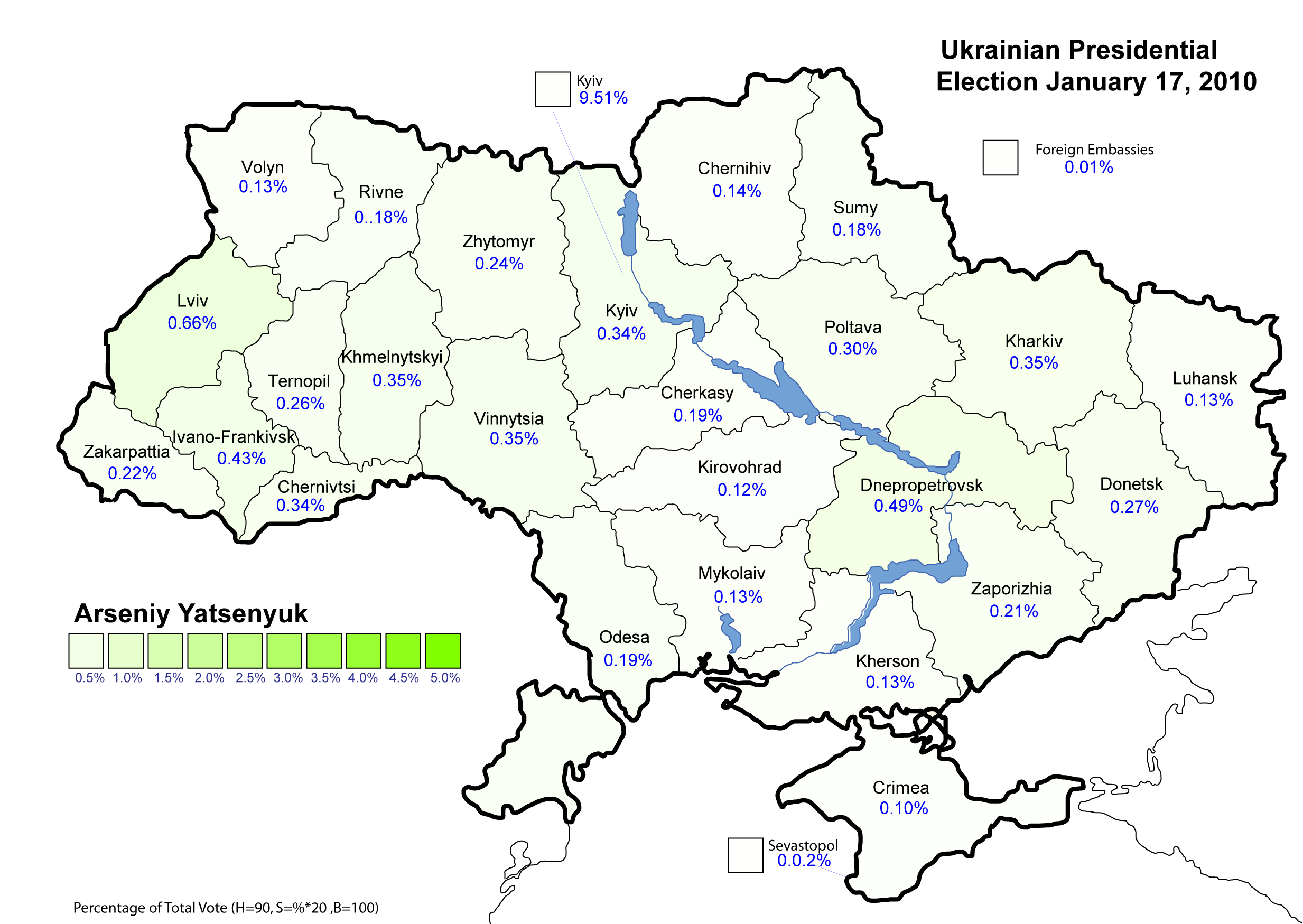
Арсений Яценюк получил 6,69 % голосов на президентских выборах 2010 года

5 апреля 2009 года Яценюк подтвердил, что будет выдвигать свою кандидатуру на президентских выборах 2010 года. Стоимость его президентской кампании оценивалась в 60—70 миллионов долларов. На билбордах Яценюка, появившихся по всей Украине в конце июня 2009 года, он был изображён в милитаристском стиле, тогда как его предыдущим образом был «молодой либерал». Некоторые аналитики считают, что это отрицательно сказалось на итогах кампании.
В сентябре 2009 года на заседании Совета НБУ, членом которого Яценюк тогда являлся, по его предложению была заблокирована возможность эмиссии денег Нацбанком в интересах правительства.
В ноябре 2009 года Яценюк был избран лидером партии «Фронт перемен», и партия выдвинула его кандидатуру в президенты. В январе 2010 года Яценюк заявил, что его избирательная кампания обошлась в 80 миллионов гривен и что у него было в 10 раз меньше рекламы, чем у всех его политических оппонентов; Яценюк заявил, что большая часть расходов пошла на телевидение.
В случае победы Яценюк собирался распустить Верховную раду, поскольку, по его мнению, парламент с коалицией Тимошенко-Янукович препятствовал бы изменению избирательного законодательства в пользу модели открытых списков.
Яценюк, однако, занял лишь четвёртое место, получив 6,96 % голосов.
Об активном участии в президентской кампании Яценюка супруги тогдашнего президента Украины Ющенко Кэтрин-Клэр свидетельствовал Виктор Балога. Примечательно, что в бытность А. Морозовым руководителем «Ощадбанка», Арсений Яценюк, будучи первым заместителем главы секретариата президента Украины, поднимал вопрос о финансировании «Ощадбанком» фонда Катерины Ющенко, Морозов свидетельствовал, что этот вопрос рассматривался на уровне президента Украины Ющенко).
21 февраля 2010 года президент Янукович предложил трёх кандидатов на пост премьер-министра Украины: Яценюка, Сергея Тигипко и Николая Азарова. Яценюк отклонил предложение после того, как украинский парламент 9 марта 2010 года принял поправку, которая позволила принять участие в формировании коалиции большинства отдельным депутатам, а не только парламентским фракциям; Яценюк не одобрил эту поправку и призвал к досрочным парламентским выборам: «Неконституционные попытки парламентариев сформировать коалицию и правительство приведут к углублению политического кризиса и к кризису государственности как таковой».

### «Объединённая оппозиция»

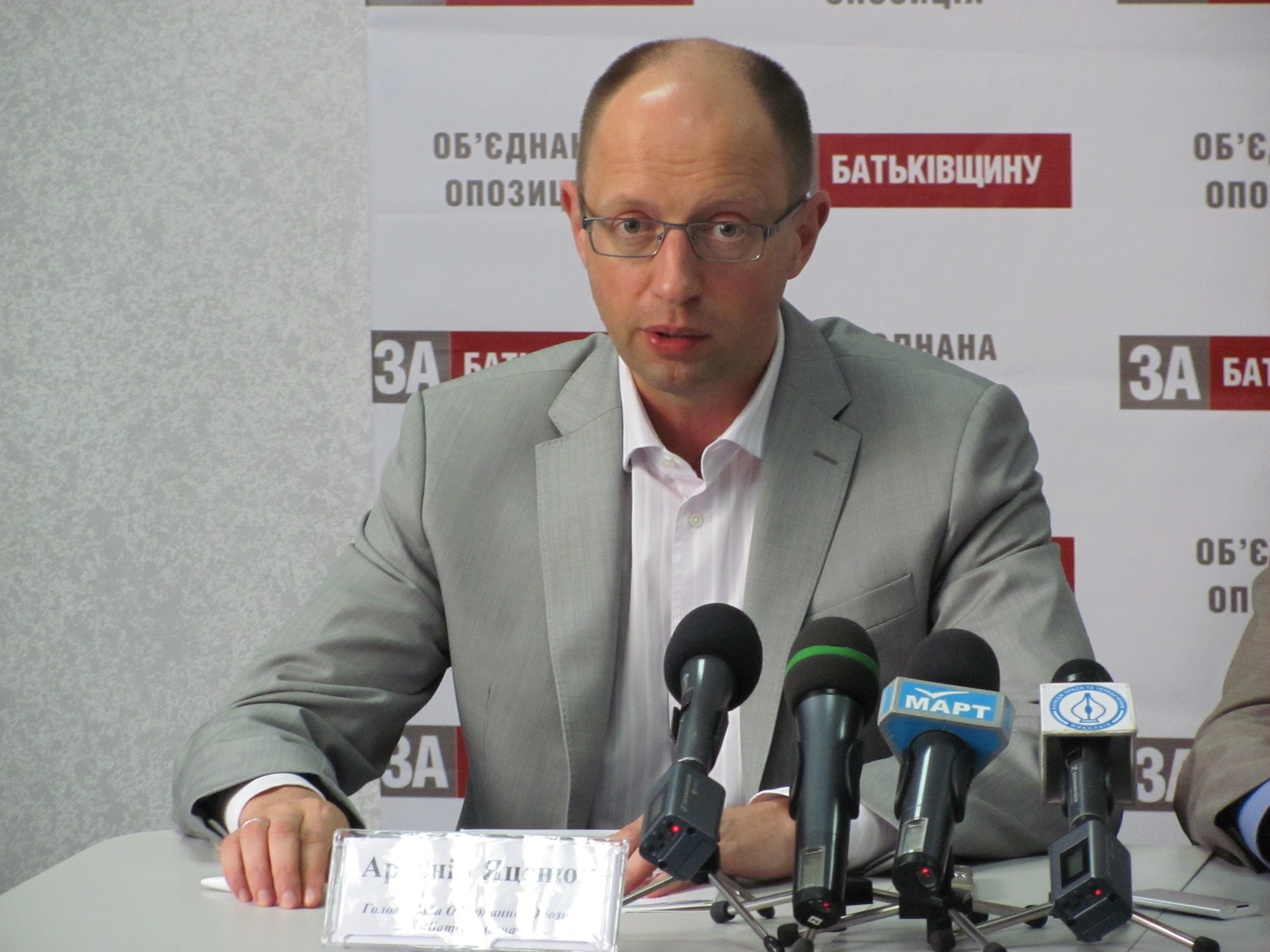
Арсений Яценюк на своей пресс-конференции в качестве председателя совета «Объединённой оппозиции»

В апреле 2012 года лидер «Фронта перемен» Арсений Яценюк и находящаяся в тюрьме лидер «Батькивщины» Юлия Тимошенко объявили о формировании общего списка для участия в парламентских выборах. В июне 2012 года Яценюк был избран председателем совета «Объединённой оппозиции».
14 июля 2012 года Яценюк и другие члены «Фронта перемен» прекратили членство в партии, чтобы принять участие в парламентских выборах по списку «Батькивщины» как беспартийные. Исполняющим обязанности лидера партии была назначена руководитель секретариата партии Светлана Войцеховская. Ещё в апреле Яценюк подчёркивал, что «„Фронт перемен“ существовал и будет существовать», но также заявлял, что объединение оппозиции может заложить основу для создания единой партии.
По итогам октябрьских парламентских выборов «Объединённая оппозиция» получила 62 места (25,54 % голосов) по партийному списку и ещё 39 в мажоритарных округах, в общей сложности получив 101 место в парламенте. 11 декабря 2012 года Яценюк был избран председателем фракции ВО «Батькивщина», совет «Объединённой оппозиции» вместо него возглавил Александр Турчинов.
15 июня 2013 года в Киеве состоялся объединительный съезд, на котором Юлия Тимошенко была переизбрана председателем ВО «Батькивщина», а председателем политсовета партии по её предложению избрали Яценюка.

### Евромайдан

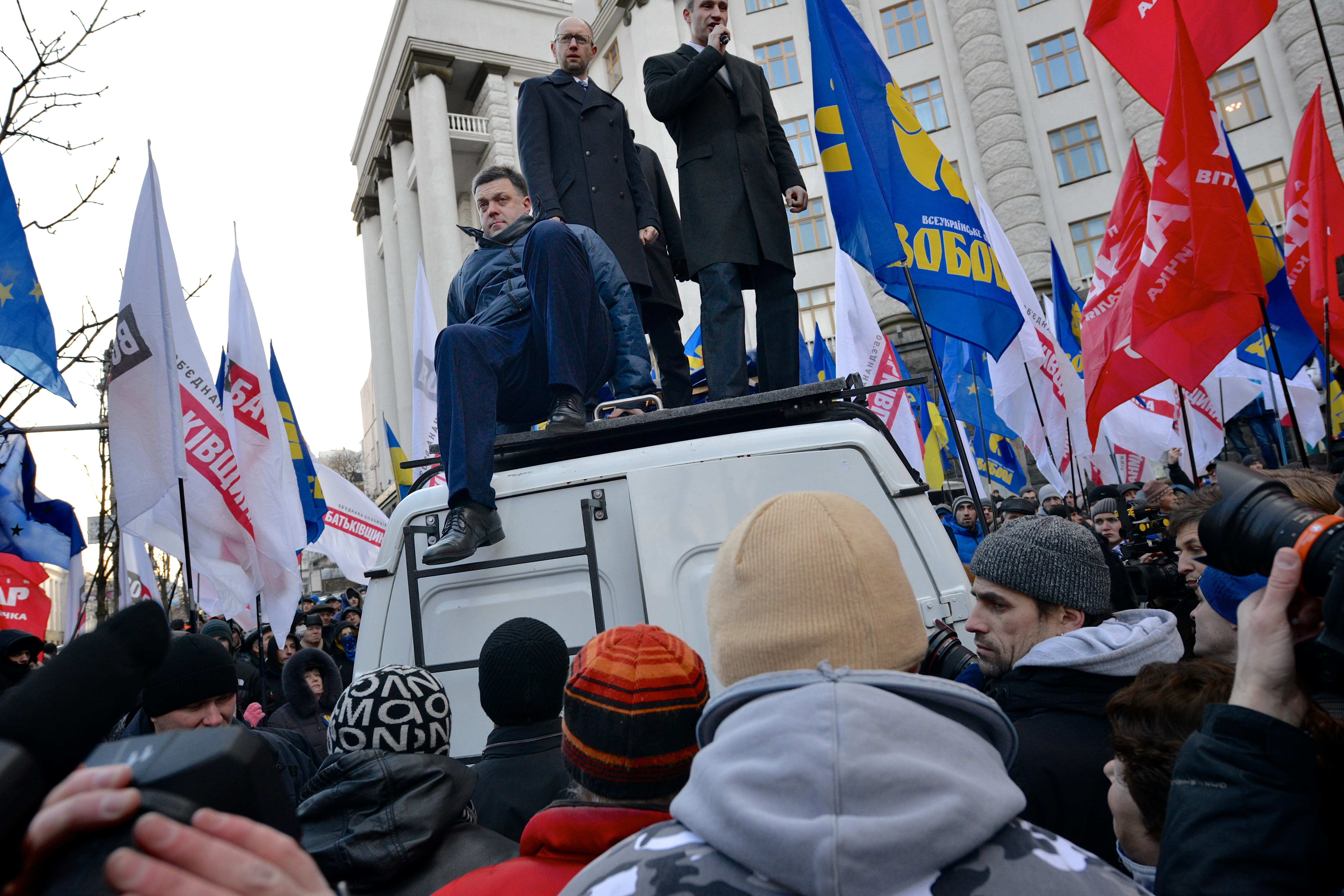
Арсений Яценюк, Олег Тягнибок и Виталий Кличко возле кабинета министров Украины требуют отставки правительства. 27 ноября 2013 года

С 21 ноября 2013 года совместно с другими оппозиционными лидерами Виталием Кличко и Олегом Тягнибоком координировал протестные акции в центре Киева, начавшиеся в ответ на приостановку украинским правительством процесса подготовки к подписанию соглашения об ассоциации между Украиной и Евросоюзом.
20 декабря 2013 года Яценюк заявил, что СБУ возбудила уголовное дело против него «за призывы к государственному перевороту».
С целью выхода из затяжного политического кризиса 25 января 2014 года президент Украины Виктор Янукович предложил Яценюку пост премьер-министра, но тот отказался.
1 февраля 2014 года, вместе с другими лидерами оппозиции, принял участие в Мюнхенской конференции, где имел встречи с государственным секретарём США Джоном Керри и европейскими чиновниками.

### Во главе правительства Украины

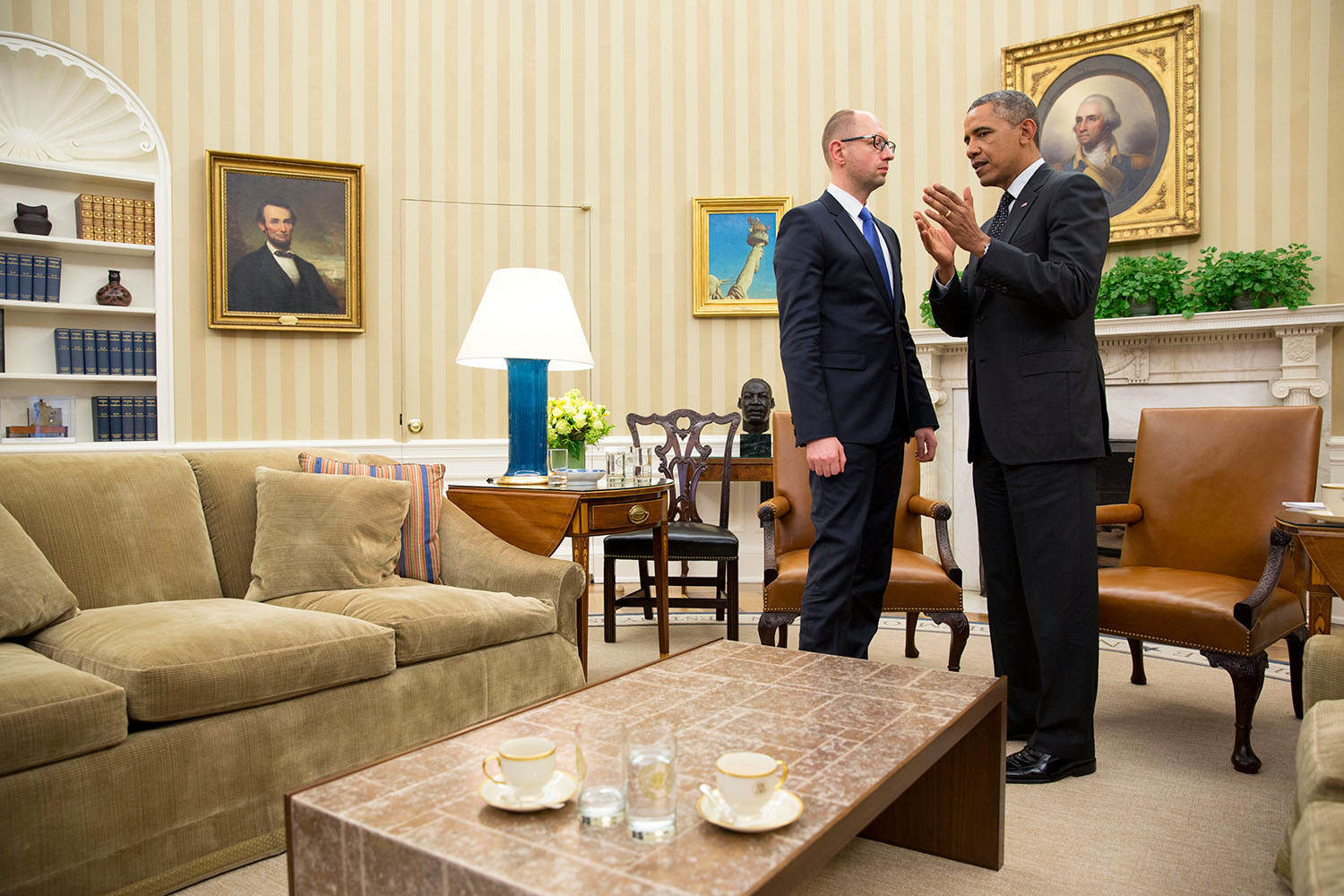
С Президентом США Бараком Обамой, 13 марта 2014 г.

26 февраля 2014 года на Майдане были представлены кандидатуры формируемого правительства, в котором Яценюку была предложена должность премьер-министра Украины. На следующий день Верховная рада Украины приняла постановление «О назначении Яценюка А. П. Премьер-министром Украины».
Перед назначением Яценюк назвал свой кабинет министров «правительством политических камикадзе». При нём правительство столкнулось с аннексией Крыма и вооружённым конфликтом на востоке Украины, также при нём было подписано Соглашение об ассоциации Украины и Европейского союза.
13 июня 2014 года внефракционный народный депутат Роман Стаднийчук обратился в Высший административный суд Украины (ВАСУ) с иском, в котором потребовал признать незаконными и отменить постановление Верховной рады Украины № 800-VII «О назначении Яценюка А. П. Премьер-министром Украины», обосновав своё требование тем, что, по его мнению, принятие постановления противоречило ряду положений конституции Украины. Рассмотрев представленные материалы, ВАСУ принял решение открыть по иску Р. Стаднийчука производство по административному делу.
Яценюк объявил о своей отставке 24 июля 2014 года в связи с распадом парламентской коалиции и блокированием правительственных инициатив. После консультаций Яценюка с президентом Петром Порошенко, спикером и руководителями парламентских фракций было принято решение повторно внести законопроекты, ставшие поводом для отставки, на рассмотрение парламента на внеочередном заседании. При этом при повторной подаче в законопроекте про повышение налоговых сборов были смягчены условия в интересах Игоря Коломойского и других газодобытчиков. 31 июля Верховная рада приняла два из трёх законопроектов и отказалась принять отставку Яценюка.

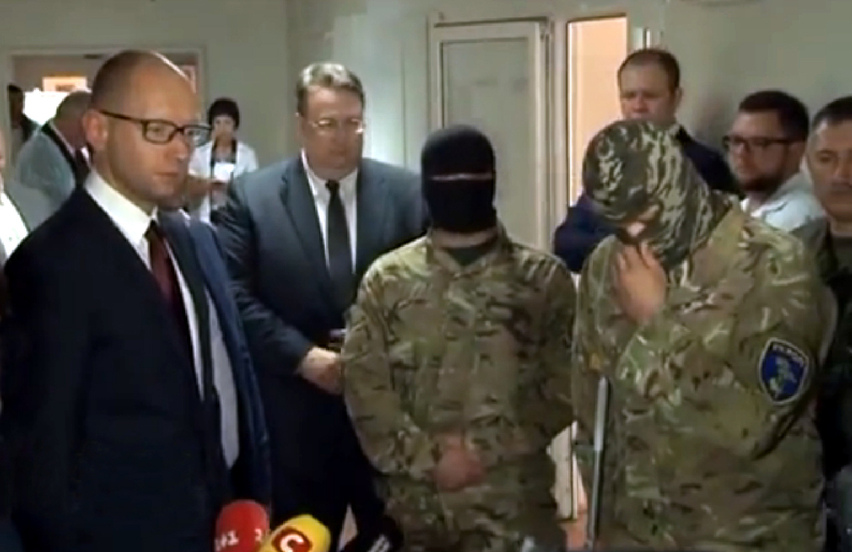
Арсений Яценюк и глава батальона «Донбасс» Семен Семенченко (в светлой маске), 1 сентября 2014 r.

После проведения досрочных парламентских выборов на Украине, 27 ноября 2014 года Верховная Рада Украины 8 созыва утвердила кандидатуру Арсения Яценюка на должность премьер-министра. 2 декабря 2014 года правительство было сформировано.
Одно из заявлений премьер-министра стало причиной отдельного конфликта международного характера: в начале 2015 года, находясь с визитом в Германии, Яценюк заявил о «советском вторжении на Украину и в Германию», которое якобы имело место в прошлом. В ответ МИД России затребовал у германских коллег объяснений. МИД Германии заявил, что по вопросам об интерпретации подобных высказываний нужно обращаться к их автору.
10 апреля 2016 года Арсений Яценюк подал в отставку с поста премьер-министра Украины. 13 апреля представитель Генеральной прокуратуры Украины Владислав Куценко сообщил, что расследуется уголовное дело по факту получения Яценюком взятки в размере 3 млн долларов, но вместе с тем обвинение ему не предъявлено. Позже, весной 2017 года, первый замгенпрокурора Украины Дмитрий Сторожук заявил, что дела, где фигурировал Яценюк, закрыты, добавив, что таким образом народные депутаты сводят счёты друг с другом
14 апреля Верховная рада одним постановлением приняла отставку Яценюка и назначила вместо него Владимира Гройсмана.

### Партия «Народный Фронт»

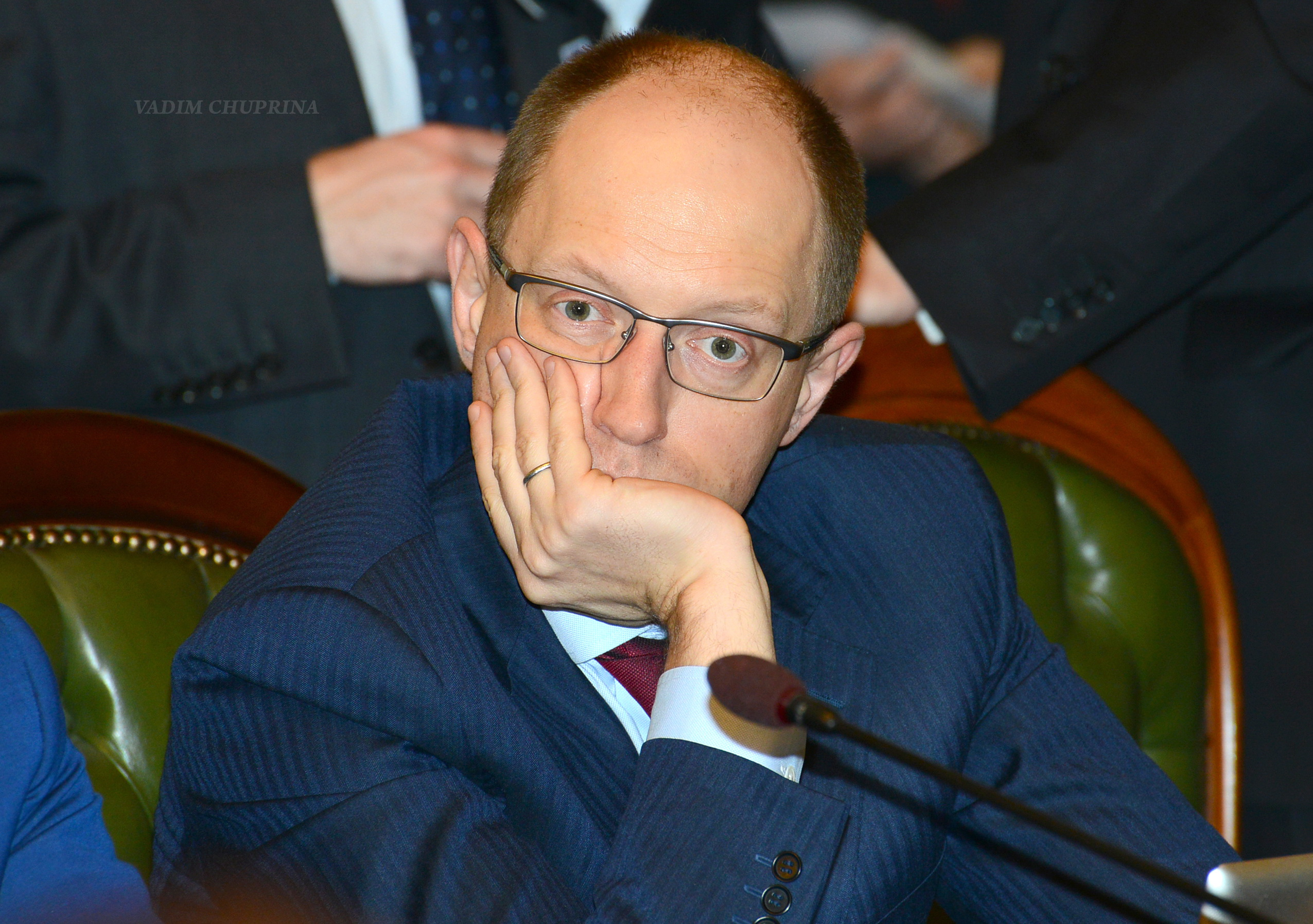
Арсений Яценюк в Верховной Раде

10 сентября 2014 года Яценюк и спикер Верховный Рады Александр Турчинов возглавили новую партию «Народный фронт». Яценюк был избран председателем её политического совета. В состав политсовета партии также вошли: министр внутренних дел Украины Арсен Аваков, министр юстиции Павел Петренко, экс-секретарь СНБО Андрей Парубий, активистка Майдана Татьяна Черновол, народные депутаты Вячеслав Кириленко и Лилия Гриневич. Сама партия возникла после ухода из-за разногласий с руководством политсовета партии «Батькивщина» ряда вышеупомянутых политиков.
В военный совет партии вошли: Александр Турчинов, министр внутренних дел Арсен Аваков, народный депутат Сергей Пашинский, экс-секретарь СНБО Андрей Парубий, Дмитрий Тымчук, заместитель комбата Нацгвардии Сергей Сидорний, командир батальона «Азов» и руководитель «Патриот Украины» Андрей Билецкий, комбат батальона «Днепр-1» Юрий Береза, комбат «Артёмовска» Константин Матейченко, командиры батальонов «Золотые ворота», «Чернигов», «Миротворец». Военный совет был создан согласно законодательству Украины, так как военнослужащие и правоохранители не могут являться членами какой-либо партии.
На парламентских выборах партия заняла первое место с 22,16 % (3,485,191 голосов), после чего 27 ноября вместе с «Блоком Петра Порошенко», «Самопомощью», Радикальной партией Олега Ляшко и «Батькивщиною» организовала коалицию «Европейская Украина» (в состав которой вошло 302 депутата, создавших конституционное большинство в Верховной Раде VIII созыва).
1 ноября 2018 года были введены российские санкции против 322 граждан Украины, включая Арсения Яценюка.

## Обвинение в участии в чеченской войне
В сентябре 2015 года председатель следственного комитета РФ Александр Бастрыкин в интервью «Российской газете» заявил, что Яценюк в 1994—1995 годах воевал в Чечне против российских войск.

По имеющимся у нас сведениям, Арсений Яценюк в числе других активных участников УНА — УНСО в декабре 1995 года награждён высшей наградой Джохара Дудаева «Честь нации» за уничтожение российских военнослужащих— Александр Бастрыкин
Сам Яценюк начисто отверг все обвинения. О своём неверии в участие Яценюка в чеченской войне заявили также глава Чечни Рамзан Кадыров и один из лидеров чеченских боевиков Ахмед Закаев.
21 февраля 2017 года Россия отправила запрос в Интерпол для объявлении Яценюка в международный розыск, однако Интерпол отказался принимать эту заявку.
27 марта 2017 года Ессентукский районный суд РФ заочно арестовал Арсения Яценюка по делу об убийствах российских военнослужащих в Чечне. Сам Яценюк подчёркивал, что обвинение против него не имеет юридической силы, так как основано на показаниях, данных под пытками.

## Отношение к реабилитации ОУН-УПА
В феврале 2009 года Яценюк с сожалением высказывался против принятия закона о реабилитации членов ОУН-УПА, поскольку считает, что подобный акт может расколоть украинское общество. По его словам, большая часть населения Украины всё ещё живёт по советским принципам и понятиям, которые он называет «советской пропагандой», и к «принятию закона не готова». При этом Яценюк отмечал, что вопрос решён на региональном уровне.
9 апреля 2015 года Верховная Рада Украины приняла законопроект премьер-министра Арсения Яценюка и народного депутата Юрия Шухевича «О правовом статусе и памяти участников борьбы за независимость Украины в XX веке», согласно которому членам ОУН и солдатам УПА присваивается статус «борцов за независимость Украины».

## Фильмография
2010 — «День и Ночь» (закадровый голос).

## Личная жизнь

### Семья
Отец Арсения Яценюка — Пётр Иванович Яценюк (12 июля 1941, пгт Кострижевка, Заставновский район, Черновицкая область — 17 октября 2019, Германия), кандидат исторических наук, заслуженный работник образования Украины, доцент исторического факультета Черновицкого национального университета. Был племянником публициста, участника и историка ОУН (б) Петра Мирчука.
Мать, Мария Григорьевна Яценюк (урождённая Бакай, родилась 22 ноября 1943 года в селе Княждвор, Коломыйский район, Ивано-Франковская область) — учитель французского языка в одной из черновицких общеобразовательных школ (по другим данным — тоже в Черновицком университете).
Сестра — Алина Петровна Яценюк (в дальнейшем сменила фамилию на Джонс и Стил по мужьям). Родилась 30 сентября 1967 года, в 1989 году окончила факультет иностранной филологии Черновицкого государственного университета, в совершенстве знает английский язык, владеет французским, польским и немецким языками, подрабатывала переводами. В 1999 году Алина переехала в США с 11-летней дочерью Ульяной от первого брака. Проживает в городе Санта-Барбара в Калифорнии (США).
Второй муж — американец Джонс. Третий муж — американец Джон Стил (John Steel), занимается недвижимостью, их совместный сын — Джеймс (род. 2011).
Жена — Терезия Викторовна Яценюк (Гур) (род. 19 июля 1970), дочь Виктора Илларионовича Гура (1 декабря 1931) — профессора философии в Киевском политехническом институте, и Светланы Никитичны Гур (Меденко) (27 августа 1941) — кандидата философских наук, сейчас на пенсии. Терезия вместе с будущим мужем Арсением работала в «Райффайзен банк Аваль», где они и познакомились. Свадьба состоялась 30 апреля 1999 года.
Дети — две дочери: Кристина (род. 12 октября 1999) и София (род. 26 июля 2004). София участвовала в кастинге на украинском музыкальном шоу «Голос. Дети», но не прошла в следующий этап. Семья Яценюка с 2003 года живёт под Киевом (в селе Новые Петровцы Вышгородского района).

### Вероисповедание
Согласно собственным словам — грекокатолик, что считает предметом для гордости.

## Награды
- Орден князя Ярослава Мудрого IV степени (19 июня 2017) — за значительный личный вклад в реализацию евроинтеграционных стремлений Украины, введение Европейским Союзом безвизового режима, укрепление международного авторитета государства, многолетнюю плодотворную работу и высокий профессионализм[109]
- Орден князя Ярослава Мудрого V степени (7 февраля 2008) — за значительный личный вклад в обеспечение интеграции Украины во Всемирную торговую организацию[110]
- Медаль «На славу Черновцов» (2008)[111]
- Отличие Министерства внутренних дел Украины «Огнестрельное оружие» — Пулемёт 56-П-421 калибра 7,62 мм, № ЦЛ 84 (20 мая 2015) — за особые заслуги в защите конституционных прав и свобод человека и гражданина, образцовое исполнение служебного и гражданского долга, проявленные при этом честь и доблесть[112]
- Отличие Министерства обороны Украины «Огнестрельное оружие» — 11,43-мм пистолет-пулемёт Томпсон № S 506391 образца 1928 года в комплекте с 203 патронами (22 мая 2015) — за выдающиеся заслуги в обеспечении обороноспособности страны, укреплении нацбезопасности, образцовое выполнение служебного долга и проявленные высокий профессионализм, честь и доблесть[113].
- Наградное оружие — пистолет «Glock 19» (19 мая 2014), пистолет IWI Jericho 941/«Форт-21.03» (22 июля 2014), пистолет «Форт 224» (22 мая 2014), пулемёт Максима образца 1910 года (20 мая 2015)[114].